# Moor- und Heidegebiet bei Kircheib
Koordinaten: 50° 42′ 26″ N, 7° 26′ 35″ O
Das Naturschutzgebiet Moor- und Heidegebiet bei Kircheib liegt in den Landkreisen Neuwied und Altenkirchen (Westerwald) in Rheinland-Pfalz. Das etwa 21,0 ha große Gebiet, das im Jahr 1982 unter Naturschutz gestellt wurde, erstreckt sich südwestlich der Ortsgemeinde Kircheib und nordöstlich von Griesenbach, einem Ortsteil der Ortsgemeinde Buchholz (Westerwald), direkt an der nördlich verlaufenden B 8. Am westlichen Rand verläuft die Landesstraße L 255.